# Barbara Schleicher-Rothmund

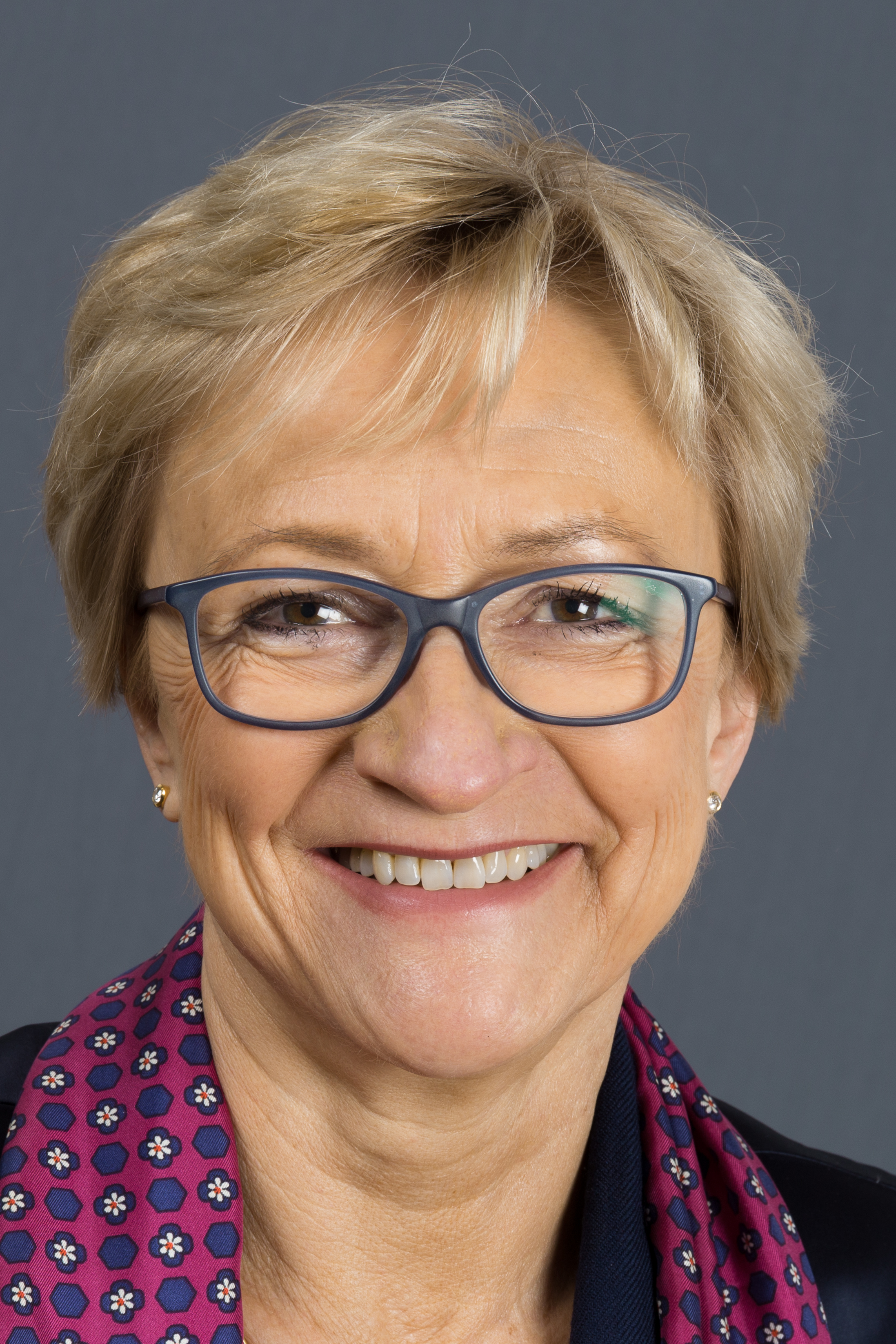
Barbara Schleicher-Rothmund (2016)

Barbara Schleicher-Rothmund (* 14. Februar 1959 in Bad Godesberg) ist eine deutsche Politikerin (SPD) und seit April 2018 Bürgerbeauftragte des Landes Rheinland-Pfalz.

## Leben und Beruf
Nach dem Abitur im Jahr 1977 studierte Schleicher-Rothmund Spanisch und Arabisch am Fachbereich Translations-, Sprach- und Kulturwissenschaft der Johannes-Gutenberg-Universität Mainz in Germersheim und wurde 1985 Diplom-Übersetzerin. Sie ist verheiratet, hat zwei Kinder und wohnt in Rheinzabern.

## Politik
Im Jahr 1999 trat Schleicher-Rothmund der SPD bei. In den Jahren 2010 bis 2018 war sie Vorsitzende des SPD-Kreisverbandes Germersheim.
Sie war von 2004 bis 2018 Mitglied des Kreistages des Landkreises Germersheim. Im Jahr 2001 wurde Schleicher-Rothmund in den rheinland-pfälzischen Landtag gewählt, dem sie bis 2018 angehörte. Dort war sie von 2006 bis 2014 parlamentarische Geschäftsführerin der SPD-Landtagsfraktion. Darüber hinaus ist sie kirchenpolitische Sprecherin der SPD-Landtagsfraktion. Vom 18. Dezember 2014 bis 26. April 2018 war sie Landtagsvizepräsidentin. Sie trat die Nachfolge von Hannelore Klamm an, die aus dem Landtag ausschied.
Schleicher-Rothmund war ordentliches Mitglied in den nachstehenden Ausschüssen:
- Ältestenrat[5]
- Petitionsausschuss[6]
- Zwischenausschuss

Sie ist stellvertretende Vorsitzende des Landesparteirats der SPD Rheinland-Pfalz.
Schleicher-Rothmund ist Vorsitzende des Verwaltungsrates des Instituts für Europäische Geschichte Mainz. In diese Funktion wurde sie im Jahr 2005 von der Landesregierung berufen.
Als Vertreterin des Landtages ist sie Mitglied im Oberrheinrat und Vorsitzende der Kommission des Oberrheinrates Jugend, Ausbildung, Kultur.
Sie ist Kuratoriumsmitglied der Johannes-Gutenberg-Universität Mainz.
Am 14. September 2016 wählte sie der rheinland-pfälzische Landtag in den Verwaltungsrat des Südwestrundfunks (SWR), dem sie bis Dezember 2017 angehörte. Seit 29. April 2018 ist sie Bürgerbeauftragte des Landes Rheinland-Pfalz und Beauftragte für die Landespolizei. Sie ist Nachfolgerin von Dieter Burgard.

## Ehrenamt
Schleicher-Rothmund ist Mitglied der Landessynode der Evangelischen Kirche der Pfalz.